# Mia Skäringer
Maria Elisabeth "Mia" Skäringer Lázár, ogift Skäringer, ursprungligen Johansson, född 4 oktober 1976 i Kristinehamn, är en svensk skådespelare, manusförfattare och komiker. Hon har bland annat gjort rollen som "Anna" i humorserien Solsidan, men har även gjort flera utsålda shower på egen hand. Bland annat har hon rekordet för antal utsålda föreställningar på Globen. Hon driver en podd tillsammans med Hampus Nessvold.

## Bakgrund
Skäringer växte upp med föräldrar och bror i Kristinehamn. Hennes mor var städerska och hennes far arbetade på lager och hade grava alkoholproblem. Hon hade en nära relation till sin gammelmormor som var frälsningssoldat, och beslutade sig 12 år gammal för att byta efternamnet "Johansson" till gammelmormors namn, Skäringer. Redan från fem eller sex års ålder ville hon bli skådespelare och var aktiv på teatern i hemstaden Kristinehamn från 16 års ålder. Inför gymnasiet flyttade hon till Örebro, där hon gick på Karolinska gymnasiets estetiska program med teaterinriktning. Hon fick underkänt i alla ämnen förutom teater och svenska. Tiden var tuff då Skäringer brottats med svåra ätstörningar från högstadiet fram till studenten. Hennes drivkraft att bli komiker var stark och gjorde att hon sökte sig till intervjuer och auditions, som sommaren då hon körde truck på färgfabrik, men råkade känna programledaren Per Dahlberg som sommarvikarierade i Morgonpasset i P3, och därför varje morgon fick göra ett fem-minuters-inhopp som "Klister-Maria". År 1995, 18 år gammal, började hon på en skrivarskola på Öland.

## Karriär

### 1995–2009
Under den påbörjade utbildningen på Öland fick Skäringer jobb på ZTV. Hon var programledare för TV-programmet Sanning och konsekvens, ett program som hon var mycket missnöjd med. Ett år senare började hon meditera för att hon tyckte hon varit hård i sitt leverne genom att ha festat för mycket och låtit andra göra henne illa. År 1997 började hon som ståuppkomiker och var bland annat med i programmet Släng dig i brunnen, men trivdes aldrig på stå-upp-scenen 1997 medverkade Skäringer i radioprogrammet Bossa Nova i Sveriges Radio P3 och träffade där Klara Zimmergren, vilket kom att bli avgörande.
År 2000 och 2003 fick Skäringer barn. Under småbarnsåren försökte hon studera till Waldorflärare och flyttade till Brännö i Göteborg, men avbröt utbildningen. När hon fyllde 30 år skilde hon sig och bestämde sig för att fokusera på komikerkarriären. Tillsammans med Klara Zimmergren hade hon samtidigt fortsatt samarbetet. De båda var med i radioprogrammen Frank och Sommarsalva innan duon fick ett eget program, Roll on 2004. Sista programmet sändes i januari 2007 och därefter började Skäringer och Zimmergren med arbetet att omvandla figurerna från Roll on till TV. Hösten 2007 sändes TV-programmet Mia och Klara på SVT1 med åtta avsnitt. Premiäravsnittet sågs av drygt 610 000 tittare enligt MMS. Programmet blev en succé och under våren 2009 sändes Mia och Klara 2 med ungefär en miljon tittare varje avsnitt. Skäringer sade att Mia och Klara är en "protest mot att allt ska vara så kallt och ironiskt, snabbt och smart."
År 2008 och 2009 vann Mia och Klara bästa humorprogram på prisutdelningen Kristallen. På Gaygalan 2008 vann de pris för Årets duo. Initialt fanns planer på en tredje säsong av serien, men den andra säsongen blev den sista de gjorde tillsammans.

### 2009–2015
"Boken handlar mest om kvinnoroller och föreställningar om sig själv. Titeln syftar på den där Hora eller Madonna-grejen, men man måste inte välja. Utan att försöka pracka på någon råd, så berättar jag till exempel om mitt dåliga mammasamvete och hur jag får relationen att funka. Men framför allt vill jag visa att man får vara svag och skör."
I augusti 2009 släppte Skäringer boken Dyngkåt och hur helig som helst där hon har skrivit ned sina "erfarenheter av skilsmässa, föräldraskap, dåligt samvete, prestationsångest och vacklande självförtroende." Boken är baserad på krönikor och blogginlägg som Skäringer skrivit i tidningen Mama.
Jessica Björkäng från litteratursajten Bokhora recenserade boken, och sa: "Det är svårt att inte älska Mia Skäringer. Nästan allt hon tar i blir till guld, även så, den för mig rätt så ointressanta, mammakrönikeboken." Gunilla Brodrej från Expressen gav boken en mer positiv recension, och sa: "Hon älskar sin familj så hon går sönder, men hon är rolig. Därför läser man vidare [...] Hon är på min sida. Jag håller henne gärna i handen."
Våren 2010 gjorde Skäringer en show baserad på boken.
Under våren 2009 spelade Skäringer in TV-serien Solsidan tillsammans med Felix Herngren, Johan Rheborg och Josephine Bornebusch. Skäringer sade att hon och Herngren "aldrig träffats tidigare, men hittade varandra så där klockrent som bara händer med vissa personer." Hon tycker att de har samma ton i sitt skådespeleri och "funkar bra ihop". Solsidan hade premiär på TV4 den 29 januari 2010 och premiäravsnittet sågs av 1,8 miljoner tittare. Serien fick ett positivt mottagande och har sedan dess sänts i flera säsonger. År 2017 blev serien långfilm och för sin insats i filmen nominerades Skäringer till en Guldbagge i kategorin Bästa kvinnliga huvudroll vid Guldbaggegalan 2018.
År 2013 ledde Skäringer egna intervjuprogrammet Mia på Grötö. Den andra säsongen började sändas i januari 2014. Våren 2015 började humorprogrammet "Ack Värmland" sändas i TV4. Hon spelade huvudrollen i serien som nagel- och fotvårdssalongsdelägaren Anette som bor i Molkom. Hon medverkade även i SVT-dramaserien ”Ängelby” som sändes under hösten 2015.
Den 22 juni 2015 fick Skäringer Lisebergsapplåden i samband med säsongspremiären av Lotta på Liseberg.

### 2016–
I april 2017 startade Skäringer en podd tillsammans med Anna Mannheimer, Skäringer & Mannheimer. Podcasten lades ner våren 2021 var Sveriges största kommersiella podd. Hon startade därefter en egen podd med Hampus Nessvold, som i augusti 2022 efter 30 avsnitt redan ligger på topp 10 listan över populära podcasts i Sverige.
Mia Skäringers egen show Avig Maria – No more fucks to give hade premiär i Örebro 2 november 2018. Showen blev en publiksuccé och sålde bland annat ut Globen fem gånger vilket enligt arrangören innebär att hon har publikrekord för arenan. Föreställningen mötte även god kritik bland recensenterna.
Hon blev årets tv-personlighet i Kristallen 2019.
På den internationella kvinnodagen den 8 mars 2020 premiärvisades filmen No more fucks to give på 240 filmsalonger i Sverige. Filmen är en filmatisering av showen Avig Maria – No more fucks to give i regi av Helena Bergström. Filmen såväl som showen är enligt Skäringer ett uttryck för att hon "vill lyfta kvinnofrågan på alla sätt", och tar upp många aspekter av hur kvinnor behandlas orättvist och tvingas anpassa sig till ett patriarkalt samhälle.

## Privatliv
Mia Skäringer Lázár är gift med Gabriel Lázár sedan 2015 och paret har ett gemensamt barn. Skäringer har även två barn från en tidigare relation.

## Filmografi
- 1995 – Sanning och konsekvens (TV-program)
- 1997 – Släng dig i brunnen (TV-program)
- 2007–2009 – Mia och Klara (TV-program)
- 2009 – Karaokekungen
- 2010–2027 – Solsidan (TV-program)
- 2012 – Mammas pojkar
- 2013 – Mia på Grötö (TV-program)
- 2013 – Hundraåringen som klev ut genom fönstret och försvann
- 2015, 2017 – Ack Värmland (TV-serie)
- 2015 – Ängelby (TV-serie)
- 2017 – Solsidan (långfilm)
- 2018 – Kroppshets (TV-serie)
- 2020 – No more fucks to give
- 2024 – Tabitas Tattoo (TV-serie)
- 2025 – Ann-Marie väljer glädje (Tv-serie)

## Priser och utmärkelser
| År   | Pris                   | Kategori                                  | För                             | Resultat |
| ---- | ---------------------- | ----------------------------------------- | ------------------------------- | -------- |
| 2008 | Gaygalan               | Årets duo (med Klara Zimmergren)          | Mia och Klara                   | Vinst    |
| 2008 | Kristallen             | Årets humorprogram (med Klara Zimmergren) | Mia och Klara                   | Vinst    |
| 2009 | Kristallen             | Årets humorprogram (med Klara Zimmergren) | Mia och Klara                   | Vinst    |
| 2011 | Gaygalan               | Årets scen                                | Dyngkåt och hur helig som helst | Vinst    |
| 2011 | Årets göteborgare      |                                           |                                 | Vinst    |
| 2017 | Årets värmlänning      |                                           |                                 | Vinst    |
| 2019 | Albert Engström-priset |                                           |                                 | Vinst    |
| 2019 | Kristallen             | Årets TV-personlighet                     | Kroppshets                      | Vinst    |